# Daniel Landa

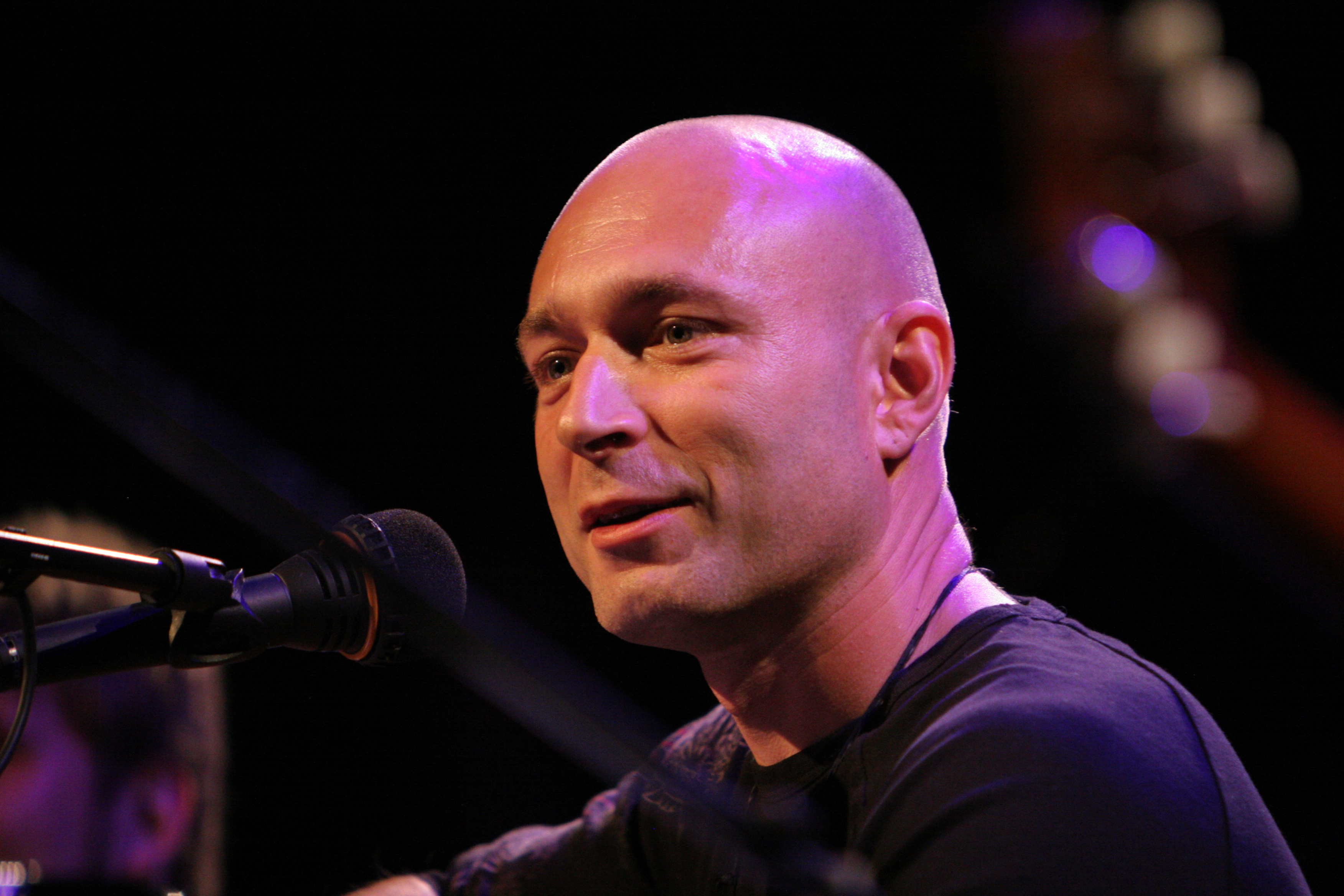
Daniel Landa, 2007

Daniel Landa (* 4. November 1968 in Prag) ist ein tschechischer Sänger und Schauspieler.

## Leben
Landa studierte musikalische Dramaturgie und begann mit einer Filmkarriere. Er betrachtete die Schauspielerei als ein Mittel, sich gegen das kommunistische Regime aufzulehnen, an der er nach dem Fall des Eisernen Vorhangs das Interesse verlor.
Mitte der 1990er Jahre spielte er in zwei deutschen Fernsehproduktionen von „Alles außer Mord“ mit, widmete sich aber hauptsächlich der Musik.
1996 realisierte er mit seiner deutschstämmigen Frau Miriam den Traum, ein Musical zu produzieren.  “Krysař” („Rattenfänger“) wurde jedoch kontrovers aufgenommen. Viele sahen darin Anspielungen auf seine Vergangenheit als Skinhead während der kommunistischen Herrschaft und seine Mitgliedschaft in der rechten Band “Orlík” (benannt nach der Bar, in der die Band gegründet wurde), wovon er sich heute jedoch distanziert.
2000 brachte er ein Album Best of Landa heraus und betrachtete damit seine Sängerkarriere als abgeschlossen. Er wollte sich aufs Rallyefahren konzentrieren, stand jedoch weiterhin bei Monitor EMI unter Vertrag und konnte nicht aufhören.
2003 begann er das Projekt „Rockquiem“ und brachte Mozarts Requiem in Zusammenarbeit mit dem deutschen Komponisten Stefan Wurz in eine moderne Fassung. Die lateinische Originalsprache wurde beibehalten. Insgesamt waren etwa 70 Personen an dem ungewöhnlichen Projekt beteiligt und es wurden 12 Aufführungen gespielt. Im Januar 2007 wurde im Opernhaus Halle das Ballett „Amadeus“ von Ralf Rossa mit Musik aus Landas „Rockquiem“ aufgeführt.
Er reiste aus diversen Gründen öfter nach Afghanistan und drehte zudem ein Musikvideo mit dem afghanischen Sänger Sediq Shobab. In einem Interview beschrieb er sein Tun damit, dass er seine eigentlichen Wurzeln finden möchte.

## Kontroversen
Die Skinheadband Orlík hatte nur eine kurze Karriere mit zwei Alben und wurde wegen ihrer rassistischen Töne, besonders gegenüber den tschechischen Roma, heftig kritisiert. Die Band wies diese Anschuldigungen jedoch von sich und behauptete, ihre Musik sei missverstanden worden, sie sei nicht rassistisch, sondern patriotisch.

## Diskografie
- Orlík - Oi! 1990
- Orlík - Demise 1991
- Valčík 1993
- Chcíplý dobrý víly 1995
- Krysař I. und II. 1996 - Musical
- Pozdrav z fronty 1997
- Smrtihlav 1998
- Konec 1999
- Best of: Landa 2000
- 9 mm argumentů 2002
- Vltava tour 2003
- Best of Landa 2 2004
- Večer s písní Karla Kryla pro český národ 2004
- Neofolk 2004
- Bouře 2006,
- Tajemství - Musical
- Nigredo 2009

## Filmografie
- Třetí patro (TV) 1985
- Případ Kolman (TV) 1986
- Copak je to za vojáka...1987
- Proč? 1987
- Kainovo znamení 1989
- Jen o rodinných záležitostech 1990
- Tichá bolest 1990
- Černí baroni 1992
- Alles außer Mord: Tödlicher Irrtum (TV) 1995
- Alles außer Mord: Hals über Kopf (TV) 1996
- Strážce plamene v obrazech 2006
- Kvaska 2007
- Touha 2007
- Tacho 2010
- Vozová hradba 2011
- Die Geliebte des Teufels (Lída Baarová) 2016 (Ko-Produzent)

## Musical/Show
- Krysař I 1996
- Krysař II 1996
- Krysař  2002
- Rockquiem  2003
- Tajemství  2005
- Touha 2008

## Konzerttouren
- Vltava Tour - 2003
- Večer s písní Karla Kryla pro český národ - 2004
- BOUŘE - 2005
- Československo - 2008